# Nemoria albaria
Nemoria albaria är en fjärilsart som beskrevs av Augustus Radcliffe Grote 1883. Nemoria albaria ingår i släktet Nemoria och familjen mätare. Inga underarter finns listade i Catalogue of Life.